# Albanische Akademie der Wissenschaften
Die Albanische Akademie der Wissenschaften (albanisch Akademia e Shkencave e Shqipërisë) ist die staatliche Akademie der Wissenschaften von Albanien mit Sitz in Tirana. Sie wurde 1972 mit Aleks Buda (1911–1993) als ihrem ersten Präsidenten gegründet.
Die Akademie ist eingeteilt in zwei Klassen: eine für Sozialwissenschaften und eine für Natur- und Technikwissenschaften. Präsident ist seit 2017 Gudar Beqiraj.
Es gibt mehrere unabhängige wissenschaftliche Institute, Laboratorien und andere wissenschaftliche Einrichtungen. Die Akademie ist Mitglied der All European Academies.

## Publikationen
Die Akademie veröffentlicht im Eigenverlag regelmäßig Bücher. Sie ist auch Herausgeberin mehrerer Zeitschriften:
- Albanian Journal of Natural and Technical Sciences (seit 1996)
- Studia Albanica (seit 1964)

## Präsidenten

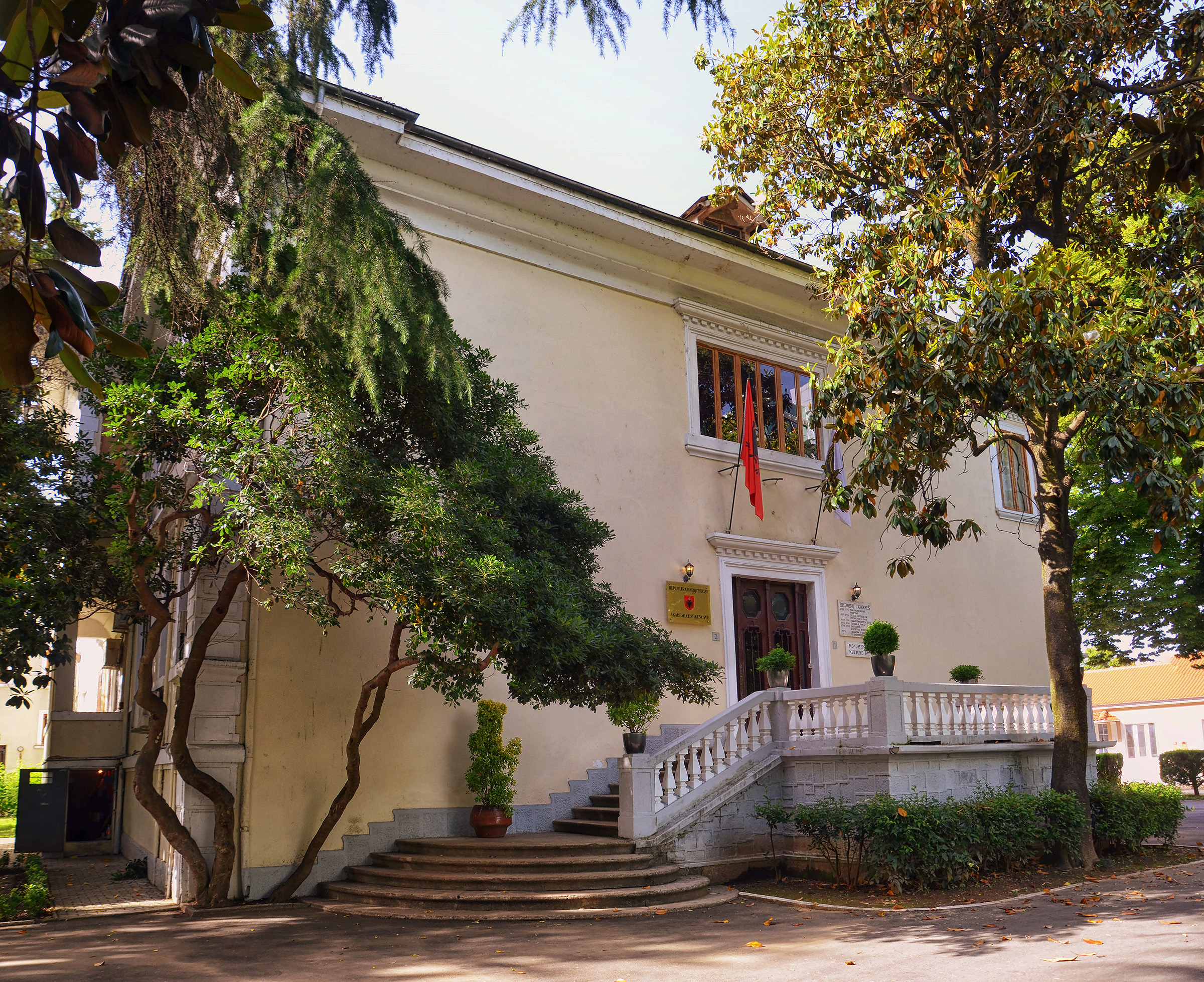
Gebäude der Akademie in Tirana

- 1972–1993: Aleks Buda
- 1993–1997: Shaban Demiraj
- 1997–2008: Ylli Popa
- 2008–2009: Teki Biçoku
- 2009–2014: Gudar Beqiraj
- 2013–2017: Muzafer Korkuti
- 2017–2019: Gudar Beqiraj
- seit 2019: Skënder Gjinushi

Quelle